# Ligue africaine de football
La Ligue africaine de football d'abord appelée Super Ligue de la CAF (en anglais : Africa Super League) est une compétition continentale annuelle de football de clubs organisée par la Confédération africaine de football et débute en octobre 2023.
Elle a été annoncée le 28 novembre 2019 par Gianni Infantino, président de la FIFA. Il a été lancé le 10 août 2022 en Tanzanie et comprendra vingt-quatre des équipes d'élite africaines avec un système de promotion et relégation.
Le choix des équipes qui vont participer se base sur les résultats des 5 dernières années.
L'essence de la tenue de ce tournoi réside dans les énormes retours financiers qui dépasseront la barre des 100 millions de dollars, qui seront utilisés pour développer et améliorer les stades, les infrastructures et la promotion du football en Afrique.

## Histoire
Gianni Infantino a lancé le tournoi lors d'une visite en République démocratique du Congo pour célébrer les 80 ans du TP Mazembe. Il a déclaré que les 20 meilleurs clubs d'Afrique devraient être choisis et amenés à participer à une ligue africaine. Et que cette ligue générerait des revenus de 100 millions de dollars, la plaçant parmi les dix meilleures ligues du monde. Infantino a révélé lancer un appel pour lever un milliard de dollars afin de doter chaque pays africain d'un véritable stade de football avec le cahier des charges de la FIFA.
Le 17 juillet 2021, le président de la Confédération africaine de football, Patrice Motsepe, a confirmé la décision de mettre en œuvre le projet de Super Ligue africaine alors qu'un nouveau tournoi se déroulait sous l'égide de la CAF, avec d'importants retours financiers pour les équipes participantes. La Confédération africaine de football a lancé la compétition le 10 août 2022 à Arusha en Tanzanie.
La CAF veut commencer la compétition en août 2023 et les rapports suggèrent que 24 clubs figureront dans trois groupes de huit équipes, sur une base régionale (Nord, Centre/Ouest, Sud/Est), avant une phase à élimination directe à partir des huitièmes de finale. Ces équipes seront issues des clubs africains les mieux classés au cours de ces dernières années. Tous les participants devront avoir une académie de jeunes et une équipe féminine dans le cadre de leurs critères de licence.
La première édition se tient finalement en fin d'année 2023 et réunit huit équipes. 
Les Mamelodi Sundowns remportent cette première édition de la Ligue africaine.
L'édition 2024 est annulée, en raison d'un calendrier déjà chargé. Le projet de la Superligue africaine semble s'effriter et ne pourrait voir une deuxième édition qu'en automne 2025, toujours avec un format réduit bien loin de ce qui était prévu en 2019.

## Palmarès
| N° | Édition | Vainqueur         | Finaliste | Score match aller | Score match retour | Score cumulé | Lieux de la finale        |
| -- | ------- | ----------------- | --------- | ----------------- | ------------------ | ------------ | ------------------------- |
| 1  | 2023    | Mamelodi Sundowns | Wydad AC  | 1-2               | 2-0                | 3-2          | Casablanca, puis Pretoria |

## Organisation
Des détails sur le format ont été annoncés lors de la cérémonie de lancement le 10 août 2022 :
- La compétition comptera 24 équipes réparties en 3 groupes régionalisés (Nord, Centre/Ouest, Sud/Est) avec 8 équipes par groupe et un maximum de 3 équipes par pays.
- Les équipes seront issues de plus de 16 pays différents, représentant environ 1 milliard de personnes.
- La compétition comptera 197 matches, avec un maximum de 21 matches disputés par les finalistes, et des barrages de promotion/relégation.
- La finale se jouera en un seul match, sur une finale destinée à devenir « le Super Bowl de l'Afrique ».

Début 2023, la CAF dévoile le format de la première édition, le nombre de clubs est ramené à huit équipes de huit pays différents. La compétition commence avec les quarts de finale.
En juillet 2023, la CAF décide de changer le nom de la compétition, le terme Super Ligue évoquant le projet raté en Europe.

## Distribution d'argent
Le prix en argent de la Ligue africaine de football sera de 100 millions de dollars, le gagnant recevant 11,5 millions de dollars et chaque participant recevant une injection initiale de 2,5 millions de dollars. Une partie du financement de la compétition sera utilisée pour allouer 1 million de dollars par an à chacun des 54 pays membres de la CAF, soit un total de 54 millions de dollars par an pour développer le football dans tous les pays africains.
La CAF recevra également 50 millions de dollars par an pour développer le football pour garçons et filles, employer du personnel de classe mondiale, améliorer et rendre toutes ses autres compétitions attrayantes pour les spectateurs de football, les téléspectateurs, les sponsors et autres partenaires. Cet compétition soutiendra la croissance du football interclubs, la construction et l'entretien des infrastructures et des installations de football, ainsi que la formation et la rétention des talents du football sur le continent africain.

## Controverses
Le projet fait l'objet de critiques pour les attentes irréalistes de rendement financier. Les championnats continentaux actuels en Afrique connaîtront des infrastructures faibles, des frais de déplacement élevés pour les supporters et les équipes, qui ne seront pas résolus automatiquement par une nouvelle compétition. Il existe déjà d'importants différents financiers entre les grandes équipes d'Afrique du Nord, d'Afrique du Sud et du reste du continent, ce qui peut exacerber la nouvelle concurrence.
Il est également douteux que le concours puisse éveiller l'attention du public. De plus, l'impact du nouveau championnat sur l'actuelle Confédération des Championnats d'Afrique de Football tels que la Ligue des champions de la CAF, la Coupe de la confédération et les ligues locales. La Confédération africaine de football a également été décrite comme un laboratoire d'expérimentations, en raison de l'acceptation de la proposition d'établir la Super Ligue en Afrique et du rejet de la Super Ligue européenne en avril 2021.